# Olga Nikolajevna van Rusland (1822-1892)
Grootvorstin Olga Nikolajevna van Rusland (Russisch: Великая Княжна Ольга Николаевна) (Sint-Petersburg, Rusland, 11 september 1822 - Friedrichshafen, Württemberg, 30 oktober 1892), was lid van de Russische Keizerlijke Familie. Ze werd door haar huwelijk koningin-gemalin van Württemberg.
Olga was de tweede dochter van tsaar Nicolaas I van Rusland en diens vrouw tsarina Alexandra Fjodorovna. Ze was een zuster van tsaar Alexander II van Rusland. Ze huwde koning Karel I van Württemberg. Uit dit huwelijk werden geen kinderen geboren.

## Jeugd
Grootvorstin Olga van Rusland werd op 11 september 1822 geboren in Sint-Petersburg, Rusland. Haar vader was grootvorst (en later tsaar) Nicolaas Pavlovitsj van Rusland, de vierde zoon van tsaar Paul I van Rusland en tsarina Maria Fjodorovna. Haar moeder was grootvorstin Alexandra Fjodorovna van Rusland. Zij werd geboren als prinses Charlotte van Pruisen, als oudste dochter van koning Frederik Willem III van Pruisen en diens vrouw koningin Louise van Mecklenburg-Strelitz.
Olga groeide op als lid van een hechte familie met vele broers en zusters. Ze had een oudere broer, grootvorst Alexander Nikolajevitsj (1818-1881), die later tsaar van Rusland werd en was getrouwd met Marie van Hessen-Darmstadt, en ze had ook een oudere zus, grootvorstin Maria Nikolajevna (1819-1876), die in het huwelijk trad met Maximiliaan van Leuchtenberg. Olga had twee jongere zusjes: grootvorstin Alexandra Nikolajevna (1825-1844), die huwde met Frederik van Hessen-Kassel, en grootvorstin Elisabeth Nikolajevna (1826-1829), die echter op jonge leeftijd stierf. Olga had drie jongere broers: grootvorst Constantijn Nikolajevitsj (1827-1892), die huwde met prinses Alexandra van Saksen-Altenburg, grootvorst Nicolaas Nikolajevitsj (1831-1891), die huwde met Alexandra van Oldenburg, en grootvorst Michaël Nikolajevitsj (1832-1909), die huwde met Cecilia van Baden.
Olga was aantrekkelijk, intelligent en zeer geïnteresseerd in cultuur. Ze werd beschouwd als een van de meest geschikte prinsessen van Europa. Ze sprak meerdere talen, speelde en luisterde graag naar muziek en schilderde graag.

## Huwelijk

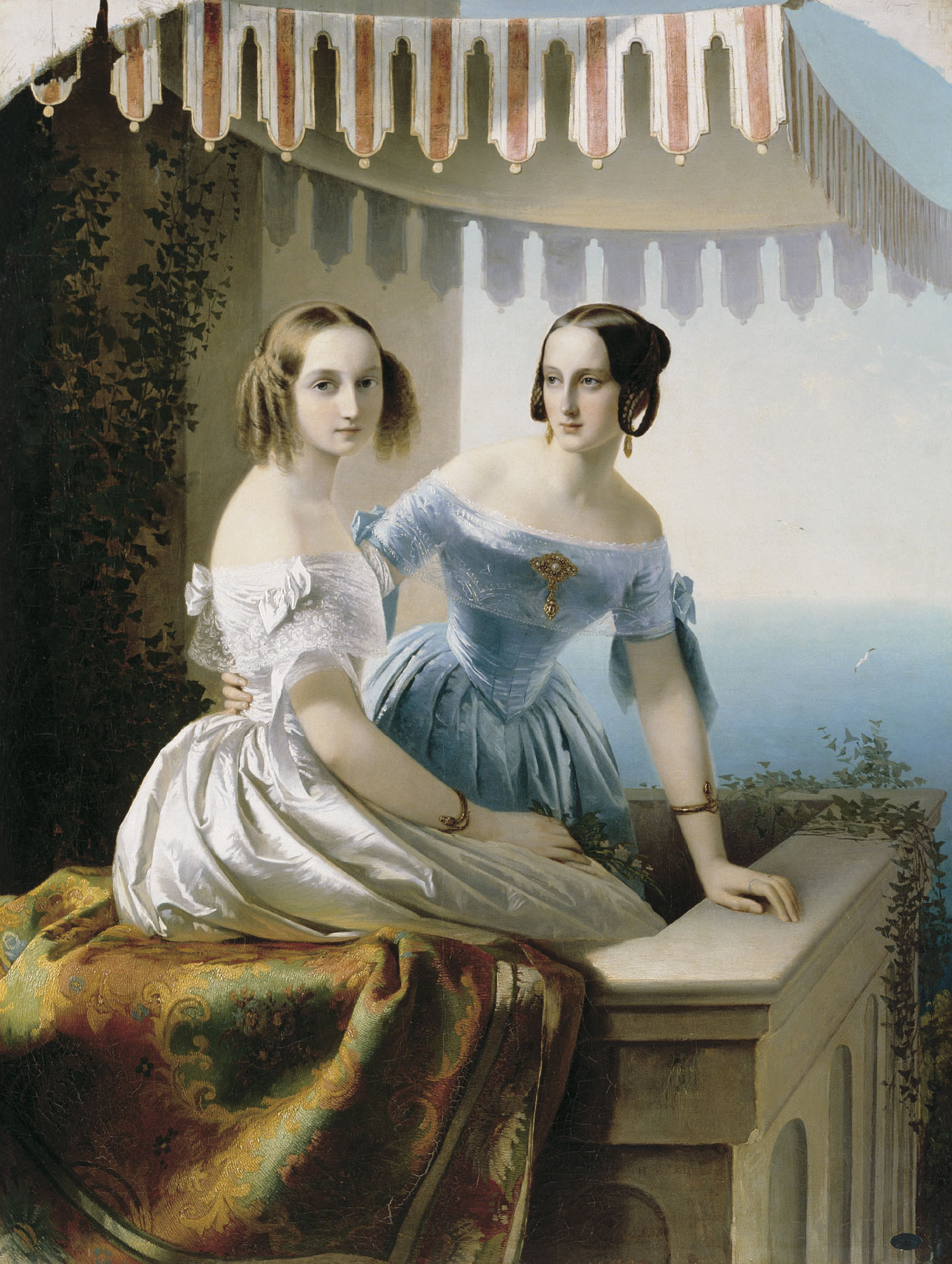
Grootvorstin Olga samen met haar oudere zuster grootvorstin Maria

Olga ontmoette kroonprins Karel van Württemberg in het begin van 1846 in Palermo in het Koninkrijk der Beide Siciliën. Het was de wens van haar ouders dat er een huwelijk tussen de beide families tot stand kwam, vooral omdat haar broer Alexander en haar zussen Maria en Alexandra niet bepaald met vooraanstaande families waren getrouwd. Er hadden al eerder huwelijken plaatsgevonden tussen leden van de Russische keizerlijke familie en de Württembergse koninklijke familie. Olga's toekomstige schoonvader was getrouwd met grootvorstin Catharina Paulowna, een tante van Olga. Een oom van Olga, grootvorst Michaël Pavlovitsj, was gehuwd met prinses Helena Charlotte van Württemberg. De vrouw van tsaar Paul I was prinses Sophia Dorothea van Württemberg.
Olga gaf al toestemming voor een huwelijk nadat ze Karel nog maar een paar keer had gezien. De verloving werd op 18 januari 1846 bekendgemaakt. De trouwdag was op 13 juli 1846 en werd groots gevierd in het paleizencomplex in Peterhof in Rusland. Ze woonden de meeste tijd in Villa Berg in Stuttgart en in het Kloster Hofen in Friedrichshafen.
Het koppel kreeg geen kinderen, waarschijnlijk door de homoseksuele geaardheid van Karel. Olga's echtgenoot werd het mikpunt van schandaal door zijn verbondenheid met verschillende mannen. De meest bekende van deze mannen was de Amerikaan Charles Woodcock, een voormalige kamerheer van Karel. Karel had hem in 1888 verheven tot baron. Dit leidde tot groot protest en uiteindelijk moest Karel afstand doen van zijn favoriete kamerheer. In 1863 adopteerden Olga en Karel een nichtje van Olga, grootvorstin Vera Konstantinova van Rusland, een dochter van Olga's broer, grootvorst Constantijn.
Op 25 juni 1864, na de dood van koning Willem I, besteeg Karel de troon en werd hij de derde koning Württemberg, en Olga de vierde koningin van Württemberg. De nieuwe koning werd op 12 juli 1864 gekroond.

## Koningin van Württemberg
Omdat ze zelf geen kinderen had, wijdde Olga haar leven aan sociale zaken. Ze zette zich vooral in voor de opvoeding en de opleiding van meisjes, en steunde gewonde veteranen. Ook hadden mensen met een beperking haar speciale aandacht. Er werd een ziekenhuis voor kinderen opgericht, het Olgaziekenhuis, in 1849. Voor de protestantse zusters van Stuttgart werd het Olgaschwesternschaft geopend in 1872. Deze ondernemingen voor goede doelen maakten haar erg populair bij haar onderdanen, veel meer dan haar echtgenoot, de koning.

## Latere leven
In 1881 schreef Olga haar memoires onder de titel Traum der Jugend goldener Stern ("De gouden droom van mijn jeugd"). Daarin beschreef ze haar jeugd en haar leven aan het Russische Hof, het verdriet om haar zuster, Alexandra, en het vroege begin van haar volwassen leven. Het boek eindigt na haar huwelijk met Karel. Olga droeg het boek op aan haar nichtjes grootvorstin Olga Konstantinova en grootvorstin Vera Konstantinova.
Toen haar man op 6 oktober 1891 stierf, werd Olga de douairière-koningin van Württemberg. Zelf stierf Olga een jaar later op 30 oktober 1892 in Friedrichshafen op 70-jarige leeftijd. Ze werd bijgezet in het Altes Schloss in Stuttgart.

## Kwartierstaat
| Peter III van Rusland (1728–1762)    | Peter III van Rusland (1728–1762)    | Peter III van Rusland (1728–1762)    | Peter III van Rusland (1728–1762)    | Peter III van Rusland (1728–1762)    | Peter III van Rusland (1728–1762)    | Catharina II van Rusland (1729–1796) | Catharina II van Rusland (1729–1796) | Catharina II van Rusland (1729–1796)      | Catharina II van Rusland (1729–1796)      | Catharina II van Rusland (1729–1796)      | Catharina II van Rusland (1729–1796)      |                                           |                                           | Frederik Eugenius van Württemberg (1732-1797) | Frederik Eugenius van Württemberg (1732-1797) | Frederik Eugenius van Württemberg (1732-1797)              | Frederik Eugenius van Württemberg (1732-1797)              | Frederik Eugenius van Württemberg (1732-1797)              | Frederik Eugenius van Württemberg (1732-1797)              | Frederika Dorothea Sophia van Brandenburg-Schwedt (1736-1798) | Frederika Dorothea Sophia van Brandenburg-Schwedt (1736-1798) | Frederika Dorothea Sophia van Brandenburg-Schwedt (1736-1798) | Frederika Dorothea Sophia van Brandenburg-Schwedt (1736-1798) | Frederika Dorothea Sophia van Brandenburg-Schwedt (1736-1798) | Frederika Dorothea Sophia van Brandenburg-Schwedt (1736-1798) |                                                   |                                                   | Frederik Willem II van Pruisen (1744-1797)        | Frederik Willem II van Pruisen (1744-1797)        | Frederik Willem II van Pruisen (1744-1797) | Frederik Willem II van Pruisen (1744-1797) | Frederik Willem II van Pruisen (1744-1797)     | Frederik Willem II van Pruisen (1744-1797)     | Frederika van Hessen-Darmstadt (1751-1805)     | Frederika van Hessen-Darmstadt (1751-1805)     | Frederika van Hessen-Darmstadt (1751-1805)     | Frederika van Hessen-Darmstadt (1751-1805)     | Frederika van Hessen-Darmstadt (1751-1805) | Frederika van Hessen-Darmstadt (1751-1805) |                                               |                                               | Karel II van Mecklenburg-Strelitz (1741-1816) | Karel II van Mecklenburg-Strelitz (1741-1816) | Karel II van Mecklenburg-Strelitz (1741-1816) | Karel II van Mecklenburg-Strelitz (1741-1816) | Karel II van Mecklenburg-Strelitz (1741-1816) | Karel II van Mecklenburg-Strelitz (1741-1816) | Frederika Caroline Louise van Hessen-Darmstadt (1752–1782) | Frederika Caroline Louise van Hessen-Darmstadt (1752–1782) | Frederika Caroline Louise van Hessen-Darmstadt (1752–1782) | Frederika Caroline Louise van Hessen-Darmstadt (1752–1782) | Frederika Caroline Louise van Hessen-Darmstadt (1752–1782) | Frederika Caroline Louise van Hessen-Darmstadt (1752–1782) |  |  |  |  |  |  |  |  |  |  |  |  |  |  |  |  |  |  |  |  |  |  |  |  |  |  |  |  |  |  |  |  |  |  |  |  |  |  |  |  |  |  |  |  |  |  |  |  |
| Peter III van Rusland (1728–1762)    | Peter III van Rusland (1728–1762)    | Peter III van Rusland (1728–1762)    | Peter III van Rusland (1728–1762)    | Peter III van Rusland (1728–1762)    | Peter III van Rusland (1728–1762)    | Catharina II van Rusland (1729–1796) | Catharina II van Rusland (1729–1796) | Catharina II van Rusland (1729–1796)      | Catharina II van Rusland (1729–1796)      | Catharina II van Rusland (1729–1796)      | Catharina II van Rusland (1729–1796)      |                                           |                                           | Frederik Eugenius van Württemberg (1732-1797) | Frederik Eugenius van Württemberg (1732-1797) | Frederik Eugenius van Württemberg (1732-1797)              | Frederik Eugenius van Württemberg (1732-1797)              | Frederik Eugenius van Württemberg (1732-1797)              | Frederik Eugenius van Württemberg (1732-1797)              | Frederika Dorothea Sophia van Brandenburg-Schwedt (1736-1798) | Frederika Dorothea Sophia van Brandenburg-Schwedt (1736-1798) | Frederika Dorothea Sophia van Brandenburg-Schwedt (1736-1798) | Frederika Dorothea Sophia van Brandenburg-Schwedt (1736-1798) | Frederika Dorothea Sophia van Brandenburg-Schwedt (1736-1798) | Frederika Dorothea Sophia van Brandenburg-Schwedt (1736-1798) |                                                   |                                                   | Frederik Willem II van Pruisen (1744-1797)        | Frederik Willem II van Pruisen (1744-1797)        | Frederik Willem II van Pruisen (1744-1797) | Frederik Willem II van Pruisen (1744-1797) | Frederik Willem II van Pruisen (1744-1797)     | Frederik Willem II van Pruisen (1744-1797)     | Frederika van Hessen-Darmstadt (1751-1805)     | Frederika van Hessen-Darmstadt (1751-1805)     | Frederika van Hessen-Darmstadt (1751-1805)     | Frederika van Hessen-Darmstadt (1751-1805)     | Frederika van Hessen-Darmstadt (1751-1805) | Frederika van Hessen-Darmstadt (1751-1805) |                                               |                                               | Karel II van Mecklenburg-Strelitz (1741-1816) | Karel II van Mecklenburg-Strelitz (1741-1816) | Karel II van Mecklenburg-Strelitz (1741-1816) | Karel II van Mecklenburg-Strelitz (1741-1816) | Karel II van Mecklenburg-Strelitz (1741-1816) | Karel II van Mecklenburg-Strelitz (1741-1816) | Frederika Caroline Louise van Hessen-Darmstadt (1752–1782) | Frederika Caroline Louise van Hessen-Darmstadt (1752–1782) | Frederika Caroline Louise van Hessen-Darmstadt (1752–1782) | Frederika Caroline Louise van Hessen-Darmstadt (1752–1782) | Frederika Caroline Louise van Hessen-Darmstadt (1752–1782) | Frederika Caroline Louise van Hessen-Darmstadt (1752–1782) |  |  |  |  |  |  |  |  |  |  |  |  |  |  |  |  |  |  |  |  |  |  |  |  |  |  |  |  |  |  |  |  |  |  |  |  |  |  |  |  |  |  |  |  |  |  |  |  |
|                                      |                                      |                                      |                                      |                                      |                                      |                                      |                                      |                                           |                                           |                                           |                                           |                                           |                                           |                                               |                                               |                                                            |                                                            |                                                            |                                                            |                                                               |                                                               |                                                               |                                                               |                                                               |                                                               |                                                   |                                                   |                                                   |                                                   |                                            |                                            |                                                |                                                |                                                |                                                |                                                |                                                |                                            |                                            |                                               |                                               |                                               |                                               |                                               |                                               |                                               |                                               |                                                            |                                                            |                                                            |                                                            |                                                            |                                                            |  |  |  |  |  |  |  |  |  |  |  |  |  |  |  |  |  |  |  |  |  |  |  |  |  |  |  |  |  |  |  |  |  |  |  |  |  |  |  |  |  |  |  |  |  |  |  |  |
|                                      |                                      |                                      |                                      | Paul I van Rusland (1754-1801)       | Paul I van Rusland (1754-1801)       | Paul I van Rusland (1754-1801)       | Paul I van Rusland (1754-1801)       | Paul I van Rusland (1754-1801)            | Paul I van Rusland (1754-1801)            |                                           |                                           |                                           |                                           |                                               |                                               | Sophia Dorothea Augusta Louisa van Württemberg (1759-1828) | Sophia Dorothea Augusta Louisa van Württemberg (1759-1828) | Sophia Dorothea Augusta Louisa van Württemberg (1759-1828) | Sophia Dorothea Augusta Louisa van Württemberg (1759-1828) | Sophia Dorothea Augusta Louisa van Württemberg (1759-1828)    | Sophia Dorothea Augusta Louisa van Württemberg (1759-1828)    |                                                               |                                                               |                                                               |                                                               |                                                   |                                                   |                                                   |                                                   |                                            |                                            | Frederik Willem III van Pruisen (1770-1840)    | Frederik Willem III van Pruisen (1770-1840)    | Frederik Willem III van Pruisen (1770-1840)    | Frederik Willem III van Pruisen (1770-1840)    | Frederik Willem III van Pruisen (1770-1840)    | Frederik Willem III van Pruisen (1770-1840)    |                                            |                                            |                                               |                                               |                                               |                                               | Louise van Mecklenburg-Strelitz (1776-1810)   | Louise van Mecklenburg-Strelitz (1776-1810)   | Louise van Mecklenburg-Strelitz (1776-1810)   | Louise van Mecklenburg-Strelitz (1776-1810)   | Louise van Mecklenburg-Strelitz (1776-1810)                | Louise van Mecklenburg-Strelitz (1776-1810)                |                                                            |                                                            |                                                            |                                                            |  |  |  |  |  |  |  |  |  |  |  |  |  |  |  |  |  |  |  |  |  |  |  |  |  |  |  |  |  |  |  |  |  |  |  |  |  |  |  |  |  |  |  |  |  |  |  |  |
|                                      |                                      |                                      |                                      | Paul I van Rusland (1754-1801)       | Paul I van Rusland (1754-1801)       | Paul I van Rusland (1754-1801)       | Paul I van Rusland (1754-1801)       | Paul I van Rusland (1754-1801)            | Paul I van Rusland (1754-1801)            |                                           |                                           |                                           |                                           |                                               |                                               | Sophia Dorothea Augusta Louisa van Württemberg (1759-1828) | Sophia Dorothea Augusta Louisa van Württemberg (1759-1828) | Sophia Dorothea Augusta Louisa van Württemberg (1759-1828) | Sophia Dorothea Augusta Louisa van Württemberg (1759-1828) | Sophia Dorothea Augusta Louisa van Württemberg (1759-1828)    | Sophia Dorothea Augusta Louisa van Württemberg (1759-1828)    |                                                               |                                                               |                                                               |                                                               |                                                   |                                                   |                                                   |                                                   |                                            |                                            | Frederik Willem III van Pruisen (1770-1840)    | Frederik Willem III van Pruisen (1770-1840)    | Frederik Willem III van Pruisen (1770-1840)    | Frederik Willem III van Pruisen (1770-1840)    | Frederik Willem III van Pruisen (1770-1840)    | Frederik Willem III van Pruisen (1770-1840)    |                                            |                                            |                                               |                                               |                                               |                                               | Louise van Mecklenburg-Strelitz (1776-1810)   | Louise van Mecklenburg-Strelitz (1776-1810)   | Louise van Mecklenburg-Strelitz (1776-1810)   | Louise van Mecklenburg-Strelitz (1776-1810)   | Louise van Mecklenburg-Strelitz (1776-1810)                | Louise van Mecklenburg-Strelitz (1776-1810)                |                                                            |                                                            |                                                            |                                                            |  |  |  |  |  |  |  |  |  |  |  |  |  |  |  |  |  |  |  |  |  |  |  |  |  |  |  |  |  |  |  |  |  |  |  |  |  |  |  |  |  |  |  |  |  |  |  |  |
|                                      |                                      |                                      |                                      |                                      |                                      |                                      |                                      |                                           |                                           | Nicolaas I van Rusland (1796–1855)        | Nicolaas I van Rusland (1796–1855)        | Nicolaas I van Rusland (1796–1855)        | Nicolaas I van Rusland (1796–1855)        | Nicolaas I van Rusland (1796–1855)            | Nicolaas I van Rusland (1796–1855)            |                                                            |                                                            |                                                            |                                                            |                                                               |                                                               |                                                               |                                                               |                                                               |                                                               |                                                   |                                                   |                                                   |                                                   |                                            |                                            |                                                |                                                |                                                |                                                |                                                |                                                | Charlotte van Pruisen (1798-1860)          | Charlotte van Pruisen (1798-1860)          | Charlotte van Pruisen (1798-1860)             | Charlotte van Pruisen (1798-1860)             | Charlotte van Pruisen (1798-1860)             | Charlotte van Pruisen (1798-1860)             |                                               |                                               |                                               |                                               |                                                            |                                                            |                                                            |                                                            |                                                            |                                                            |  |  |  |  |  |  |  |  |  |  |  |  |  |  |  |  |  |  |  |  |  |  |  |  |  |  |  |  |  |  |  |  |  |  |  |  |  |  |  |  |  |  |  |  |  |  |  |  |
|                                      |                                      |                                      |                                      |                                      |                                      |                                      |                                      |                                           |                                           | Nicolaas I van Rusland (1796–1855)        | Nicolaas I van Rusland (1796–1855)        | Nicolaas I van Rusland (1796–1855)        | Nicolaas I van Rusland (1796–1855)        | Nicolaas I van Rusland (1796–1855)            | Nicolaas I van Rusland (1796–1855)            |                                                            |                                                            |                                                            |                                                            |                                                               |                                                               |                                                               |                                                               |                                                               |                                                               |                                                   |                                                   |                                                   |                                                   |                                            |                                            |                                                |                                                |                                                |                                                |                                                |                                                | Charlotte van Pruisen (1798-1860)          | Charlotte van Pruisen (1798-1860)          | Charlotte van Pruisen (1798-1860)             | Charlotte van Pruisen (1798-1860)             | Charlotte van Pruisen (1798-1860)             | Charlotte van Pruisen (1798-1860)             |                                               |                                               |                                               |                                               |                                                            |                                                            |                                                            |                                                            |                                                            |                                                            |  |  |  |  |  |  |  |  |  |  |  |  |  |  |  |  |  |  |  |  |  |  |  |  |  |  |  |  |  |  |  |  |  |  |  |  |  |  |  |  |  |  |  |  |  |  |  |  |
|                                      |                                      |                                      |                                      |                                      |                                      |                                      |                                      |                                           |                                           |                                           |                                           |                                           |                                           |                                               |                                               |                                                            |                                                            |                                                            |                                                            |                                                               |                                                               |                                                               |                                                               |                                                               |                                                               |                                                   |                                                   |                                                   |                                                   |                                            |                                            |                                                |                                                |                                                |                                                |                                                |                                                |                                            |                                            |                                               |                                               |                                               |                                               |                                               |                                               |                                               |                                               |                                                            |                                                            |                                                            |                                                            |                                                            |                                                            |  |  |  |  |  |  |  |  |  |  |  |  |  |  |  |  |  |  |  |  |  |  |  |  |  |  |  |  |  |  |  |  |  |  |  |  |  |  |  |  |  |  |  |  |  |  |  |  |
|                                      |                                      |                                      |                                      |                                      |                                      |                                      |                                      |                                           |                                           |                                           |                                           |                                           |                                           |                                               |                                               |                                                            |                                                            |                                                            |                                                            |                                                               |                                                               |                                                               |                                                               |                                                               |                                                               |                                                   |                                                   |                                                   |                                                   |                                            |                                            |                                                |                                                |                                                |                                                |                                                |                                                |                                            |                                            |                                               |                                               |                                               |                                               |                                               |                                               |                                               |                                               |                                                            |                                                            |                                                            |                                                            |                                                            |                                                            |  |  |  |  |  |  |  |  |  |  |  |  |  |  |  |  |  |  |  |  |  |  |  |  |  |  |  |  |  |  |  |  |  |  |  |  |  |  |  |  |  |  |  |  |  |  |  |  |
| Alexander II van Rusland (1818–1881) | Alexander II van Rusland (1818–1881) | Alexander II van Rusland (1818–1881) | Alexander II van Rusland (1818–1881) | Alexander II van Rusland (1818–1881) | Alexander II van Rusland (1818–1881) |                                      |                                      | Maria Nikolajevna van Rusland (1819-1876) | Maria Nikolajevna van Rusland (1819-1876) | Maria Nikolajevna van Rusland (1819-1876) | Maria Nikolajevna van Rusland (1819-1876) | Maria Nikolajevna van Rusland (1819-1876) | Maria Nikolajevna van Rusland (1819-1876) |                                               |                                               | Olga Nikolajevna van Rusland (1822-1892)                   | Olga Nikolajevna van Rusland (1822-1892)                   | Olga Nikolajevna van Rusland (1822-1892)                   | Olga Nikolajevna van Rusland (1822-1892)                   | Olga Nikolajevna van Rusland (1822-1892)                      | Olga Nikolajevna van Rusland (1822-1892)                      |                                                               |                                                               | Constantijn Nikolajevitsj van Rusland (1827-1892)             | Constantijn Nikolajevitsj van Rusland (1827-1892)             | Constantijn Nikolajevitsj van Rusland (1827-1892) | Constantijn Nikolajevitsj van Rusland (1827-1892) | Constantijn Nikolajevitsj van Rusland (1827-1892) | Constantijn Nikolajevitsj van Rusland (1827-1892) |                                            |                                            | Nicolaas Nikolajevitsj van Rusland (1831–1891) | Nicolaas Nikolajevitsj van Rusland (1831–1891) | Nicolaas Nikolajevitsj van Rusland (1831–1891) | Nicolaas Nikolajevitsj van Rusland (1831–1891) | Nicolaas Nikolajevitsj van Rusland (1831–1891) | Nicolaas Nikolajevitsj van Rusland (1831–1891) |                                            |                                            | Michaël Nikolajevitsj van Rusland (1832-1909) | Michaël Nikolajevitsj van Rusland (1832-1909) | Michaël Nikolajevitsj van Rusland (1832-1909) | Michaël Nikolajevitsj van Rusland (1832-1909) | Michaël Nikolajevitsj van Rusland (1832-1909) | Michaël Nikolajevitsj van Rusland (1832-1909) |                                               |                                               | 2 zusters                                                  | 2 zusters                                                  | 2 zusters                                                  | 2 zusters                                                  | 2 zusters                                                  | 2 zusters                                                  |  |  |  |  |  |  |  |  |  |  |  |  |  |  |  |  |  |  |  |  |  |  |  |  |  |  |  |  |  |  |  |  |  |  |  |  |  |  |  |  |  |  |  |  |  |  |  |  |